# Cal Joan (Clariana de Cardener)
Cal Joan o Can Joan és una masia situada al municipi de Clariana de Cardener, a la comarca catalana del Solsonès. Es té constància de l'edificació des del segle XVIII, tot i que la construcció actual és del segle XIX, molt reformada. Pertany a l'entitat de població de Clariana.
És una construcció habitual de l'època a base de pedra, totxo i teula. Majoritàriament feta de paredat, carreus en cantonades, escairats puntualment i obertures amb totxo. La coberta és a dos aigües llevat els coberts. Disposa d'una pallera tradicional reformada.
La masia es troba a 612 m d'altitud, a 300 m de Ca n'Arpa. Es troba al costat d'un camp de conreu envoltada d'una roureda. ES tracta d'un mosaic format per camps de conreu i habitatges aïllats que s'alterna amb vegetació boscosa.